# Сефві-беквай
Сефві-Беквай (Sefwi Bekwai) — родовище бокситів у Гані.
Запаси 21 млн тонн. Розробляється відкритим способом. Річний видобуток 350 тис. тонн.